# برنس داي
برنس داي (بالإنجليزية: Prince Daye)‏ هو لاعب كرة قدم ليبيري، ولد في 11 أبريل 1978 في مونروفيا في ليبيريا. شارك مع منتخب ليبيريا لكرة القدم. أما مع النوادي، فقد لعب مع النادي الإفريقي ونادي السيلية ونادي باستيا ونادي بطليوس.

## وصلات خارجية
- برنس داي على موقع الاتحاد الدولي (مؤرشف)  (الإنجليزية)
- برنس داي على موقع قاعدة بيانات كرة القدم.إي يو (الإنجليزية)
- برنس داي على موقع ناشيونال فوتبول تيمز (الإنجليزية)
- برنس داي على موقع Soccerway.com (الإنجليزية)
- برنس داي على موقع عالم كرة القدم.نت (الإنجليزية)
- برنس داي على موقع GSA (الإنجليزية)